# Miševići (gmina Nova Varoš)
Miševići (cyr. Мишевићи) – wieś w Serbii, w okręgu zlatiborskim, w gminie Nova Varoš. W 2011 roku liczyła 80 mieszkańców.